# Georg Sturm
Georg Sturm (Wenen, 12 augustus 1855 – Wageningen, 16 maart 1923) was een van origine Oostenrijkse kunstschilder die vanaf 1882 in Nederland werkzaam was.

## Biografie
Georg Sturm werd in 1855 geboren als zoon van Friedrich Sturm en Amalia Rhimer. Hij was getrouwd met Sofie Alexandrine Altschiller. Sturm was leraar aan de Rijksschool voor Kunstnijverheid Amsterdam en was bevriend met de bouwmeester Pierre Cuypers. Sturm vestigde zich in 1917 te Wageningen, waar hij tot zijn dood bleef wonen, met een kleine onderbreking van november 1920 tot mei 1921 toen hij in Doorwerth woonde. Het echtpaar had geen kinderen.

## Werken

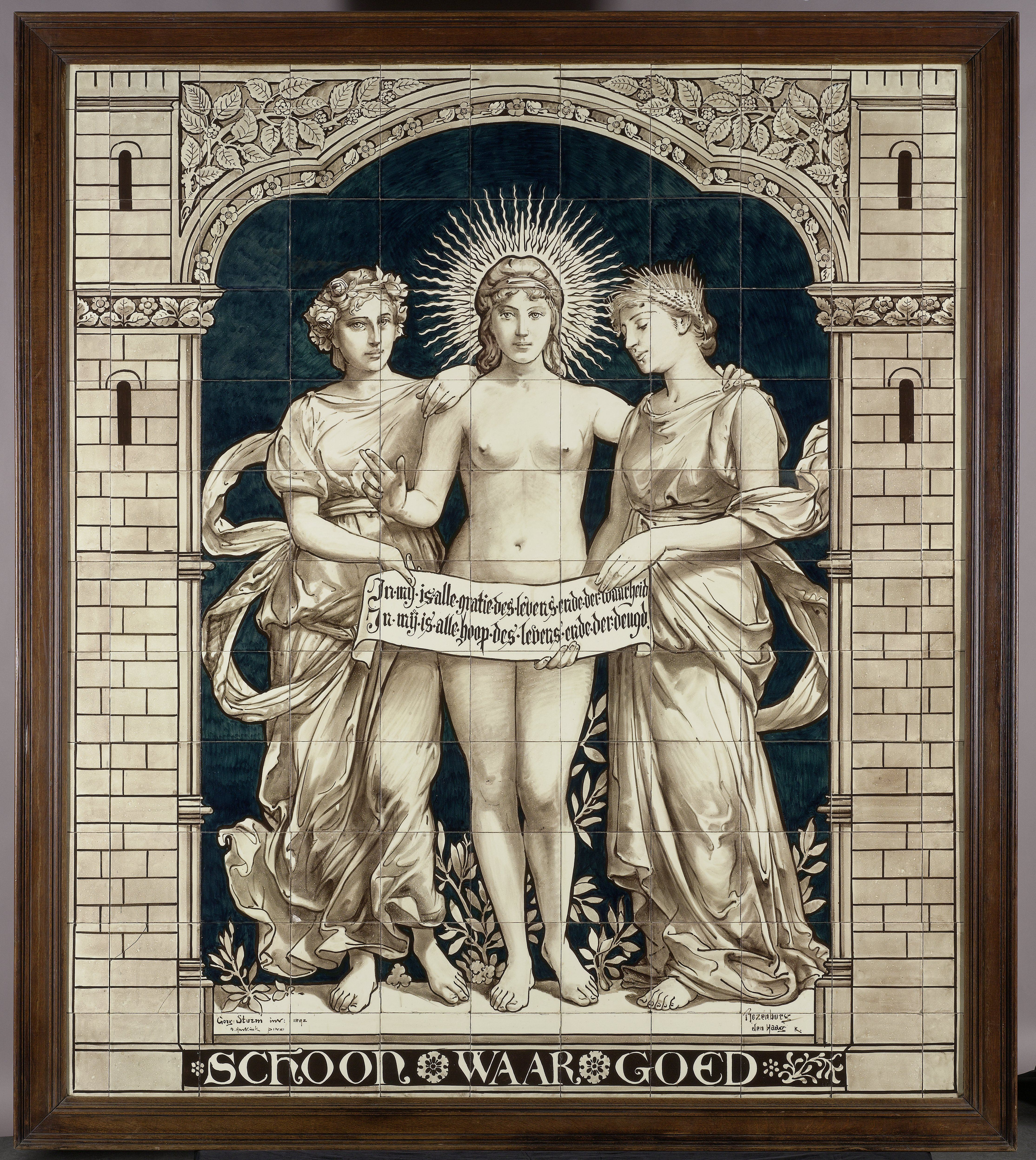
Tegeltableau in het Rijksmuseum met de personificaties van het Schone, het Ware en het Goede

### Rijksmuseum
Sturm ontwierp een groot deel van de decoratie van het Rijksmuseumgebouw. Ondanks het feit dat Sturm zijn schilderijen op doek vervaardigde, waren ze bedoeld als wandschildering. Cuypers en Sturm streefden ernaar de muurschildering zo veel mogelijk te integreren in de architectuur en de geschilderde decoratie, dus het kleurenschema sloot daar nauw bij aan. Ook mochten de muurschilderingen niet te driedimensionaal lijken, de decoratie was immers ook vlak. Daarom omlijnde Sturm zijn figuren en gaf maar nauwelijks diepte aan. Hiermee werd het beoogde grafische effect bereikt. De tegeltableaus aan de buitenkant van het Rijksmuseum zijn ook van Sturms hand: aan de voorkant zijn wapendragers afgebeeld, aan de andere kanten van het gebouw zijn historische taferelen te zien; dit alles gemaakt bij Villeroy & Boch.
In de aanloop naar de heropening van het Rijksmuseum in 2013 na ruim tien jaar van reconstructie en renovatie werden alle decoraties van Sturm door de Stichting Restauratie Atelier Limburg (SRAL) gerestaureerd en kregen wanddoeken die in de loop van de 20e eeuw waren verwijderd, hun plaats in de belangrijkste zalen in de hoofdas van het museum (de Voorhal en de Eregalerij) weer terug. Het werk van Sturm in het Rijksmuseum geeft als onderdeel van het Gesamtkunstwerk dat Cuypers voor ogen stond, in kleur een beeld van de geschiedenis van Nederland.
In 2000 verwierf het Rijksmuseum een door Sturm ontworpen 'Tegeltableau met de drie gratiën'. Het tableau werd in 1882 gemaakt bij Plateelbakkerij Rozenburg in Den Haag. Het tegeltableau was bedoeld voor de buitenkant van de oefenschool, die op het terrein van het Rijksmuseum was gebouwd. Cuypers was niet tevreden met het proefstuk van Rozenburg en liet een andere fabrikant het uiteindelijk aangebrachte tegeltableau maken.

### Station Amsterdam Centraal
Ook op verzoek van Cuypers ontwierp hij een groot deel van de decoratie van het het Station Amsterdam Centraal. Zo zijn er in het Centraal Station decoraties van zijn hand in het Koningspaviljoen (de koninklijke wachtkamer) met als thema het koningshuis en het gezag.

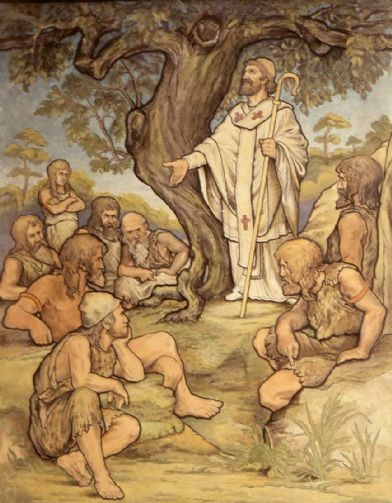
Georg Sturm: Willehadus predikt het christendom in Drenthe (Statenzaal Drents Museum)

### Gouvernementshuis in Overijssel
Sturm ontwierp ook de wandschilderingen in de Statenzaal van het (vroegere) Gouvernementshuis in Overijssel (Zwolle) dat tussen 1895 en 1898 onder leiding van rijksbouwmeester Jacobus van Lokhorst in neogotische stijl werd opgetrokken. De monumentale wandschilderingen (op doek) tonen hoogtepunten uit de geschiedenis van de provincie Overijssel. De doeken naar ontwerp van Sturm zijn geschilderd door kunstschilder Titus van der Laars.

### Gouvernementsgebouw in Drenthe
Verder zijn er gaaf bewaard gebleven schilderingen in de Statenzaal van het Gouvernementsgebouw in Assen (nu onderdeel Drents Museum). In deze zaal werden de vergaderingen van de Provinciale Staten gehouden. De vijf schilderingen vormen samen een uniek ensemble en geven de belangrijkste episodes uit de geschiedenis van Drenthe weer: het bouwen van een hunebed, de prediking van het christelijk geloof, de verovering van Drenthe door Karel de Grote, de schenking van Drenthe aan de bisschop van Utrecht en de Gedeputeerden van Drenthe die het Landrecht beramen.

### Overig werk
Sturm beschilderde ook het plafond van het Academiegebouw van de Universiteit van Utrecht aan het Domplein.
Daarnaast vervaardigde Georg Sturm portretten in joyeus 19e-eeuwse stijl. Zo portretteerde hij zijn goede vriend, de beeldhouwer August Falise, in jagerstenue, en zijn echtgenote. Deze portretten bevinden zich vooral in particulier bezit. Falise maakte in 1918 een bronzen buste van Sturm die nu te zien is het Cuypershuis in Roermond.
Sturms reputatie blijkt ook uit zijn betrokkenheid bij ontwerpen voor het koningshuis. Het borduurwerk binnenin de Gouden Koets (1898) is gemaakt naar tekeningen van Sturm. Ook in 1898 maakte hij (samen met zijn medeleraar Bart van Hove) de Inhuldigingspenning voor koningin Wilhelmina en de plaket ter ere van koningin-regentes Emma.

## Tentoonstellingen
Van 30 juni 2007 tot 17 februari 2008 was er in het Bonnefantenmuseum in Maastricht een tentoonstelling over Georg Sturm en de wanddecoratie in het Rijksmuseum van Cuypers. Naast zestien monumentale wandschilderingen uit het Rijksmuseum werden voorstudies uit de negentiende eeuw getoond, samen met een overzicht van de toen lopende restauratie van het Rijksmuseum. De schilderijen dateren uit de jaren 1882 - ca. 1900 en stellen onder andere verbeeldingen van de ambachten voor, maar ook meer abstracte allegorieën en deugden. Een van de doeken werd omkaderd door een levensgrote reconstructie van een lunet uit het Rijksmuseum, aangebracht door dezelfde restauratoren.